# You Wouldn’t Know Love
«You Wouldn’t Know Love» — песня, написанная Майклом Болтоном и Дайаной Уоррен и появившаяся одновременно в альбоме Болтона Soul Provider и Шер Heart of Stone. Песня была выпущена как сингл Шер только для Европы в 1990 году.

## О песне
Версия Шер, спродюсированная её автором, Болтоном, стала четвёртым и последним европейским синглом альбома Heart of Stone. Песня была небольшим хитом в Великобритании, приобретая куда больший успех в Ирландии и Польше. Шер никогда не выступала с этой песней, музыкальное видео также не было снято.

## Список композиций
"You Wouldn't Know Love" CD single
1. You Wouldn't Know Love
2. Kiss To Kiss

## Чарты
| Чарт(1990)           | Место |
| -------------------- | ----- |
| Irish Singles Chart  | 29    |
| Polish Singles Chart | 16    |
| UK Singles Chart     | 55    |